# Cot Uteuen Gawe
Cot Uteuen Gawe är en kulle i Indonesien.   Den ligger i provinsen Aceh, i den västra delen av landet, 1 800 km nordväst om huvudstaden Jakarta. Toppen på Cot Uteuen Gawe är 99 meter över havet.
Terrängen runt Cot Uteuen Gawe är platt västerut, men österut är den kuperad. Havet är nära Cot Uteuen Gawe åt nordväst.Runt Cot Uteuen Gawe är det tätbefolkat, med 257 invånare per kvadratkilometer. Närmaste större samhälle är Banda Aceh, 12,8 km sydväst om Cot Uteuen Gawe. Omgivningarna runt Cot Uteuen Gawe är en mosaik av jordbruksmark och naturlig växtlighet.